# 106 (szám)
A 106 (római számmal: CVI) egy természetes szám, félprím, a 2 és az 53 szorzata.

## A szám a matematikában
A tízes számrendszerbeli 106-os a kettes számrendszerben 1101010, a nyolcas számrendszerben 152, a tizenhatos számrendszerben 6A alakban írható fel.
A 106 páros szám, összetett szám, azon belül félprím, kanonikus alakban a 21 · 531 szorzattal, normálalakban az 1,06 · 102 szorzattal írható fel. Négy osztója van a természetes számok halmazán, ezek növekvő sorrendben: 1, 2, 53 és 106.
Középpontos ötszögszám. Középpontos hétszögszám. Tizenkilencszögszám.
A 106 négyzete 11 236, köbe 1 191 016, négyzetgyöke 10,29563, köbgyöke 4,73262, reciproka 0,009434. A 106 egység sugarú kör kerülete 666,01764 egység, területe 35 298,93506 területegység; a 106 egység sugarú gömb térfogata 4 988 916,155 térfogategység.
A 106 helyen az Euler-függvény helyettesítési értéke 52, a Möbius-függvényé 1, a Mertens-függvényé −2.

## A szám mint sorszám, jelzés
A periódusos rendszer 106. eleme a sziborgium.